# Thiago Silva (lottatore)
Thiago Anderson Ramos da Silva (San Carlo, 12 novembre 1982) è un lottatore di arti marziali miste e kickboxer brasiliano.
Combatte nella categoria dei pesi mediomassimi per l'organizzazione russa Absolute Championship Berkut, nella quale è stato campione nel 2017 e nella prestigiosa promozione Glory.
Tra il 2007 ed il 2014 ha combattuto nella prestigiosa promozione statunitense UFC collezionando 7 vittorie e 3 sconfitte e venendo escluso dopo che venne arrestato dalla polizia della Florida con l'accusa di irruzione a mano armata in una palestra di BJJ: Thiago Silva era difatti noto ai fan non solo per le sue ottime doti come fighter ma anche per i suoi problemi prettamente disciplinari.
Nel 2015 ha combattuto per l'organizzazione statunitense WSOF.
Nel 2017 prese parte all'evento Glory48 disputatosi a New York il 1 dicembre dove affronta l'americano John king, vincendo per decisione unanime.

## Carriera nelle arti marziali miste

### Inizi in Brasile
Thiago Silva, cintura nera di jiu jitsu brasiliano, inizia la sua carriera da professionista nel suo paese natio, il Brasile, nel 2005.
Qui prende parte a diversi tornei di San Paolo e combatte anche per la franchigia sudamericana dell'organizzazione giapponese Shooto.
L'inizio di carriera è promettente e con la promozione Fury Fighting Championship vince il gran premio sconfiggendo in finale il promettente lottatore Vitor Vianna per infortunio dell'avversario.
Lascia il Brasile nel 2007 per combattere un incontro in Giappone per la prestigiosa organizzazione Pancrase, incontro vinto per KO contro Tatsuya Mizuno.

### Ultimate Fighting Championship
Con un record personale di 9-0 Silva approda nell'organizzazione statunitense UFC, al tempo la più importante al mondo.
Debutta il 26 maggio 2007 contro l'ex campione dei pesi massimi WEC James Irvin, vincendo nel primo round causa infortunio del rivale.
Silva allunga ulteriormente la sua striscia di vittorie mettendo KO prima il polacco Tomasz Drwal e poi Houston Alexander grazie ad una buona boxe.
Nel 2008 già doveva affrontare il top fighter e futuro campione di categoria Rashad Evans, ma un infortunio capitato a quest'ultimo fece sì che Silva affrontasse il connazionale Antonio Mendes, inanellando la sua terza vittoria consecutiva in UFC e la tredicesima della sua carriera, anche in questo caso grazie ai suoi pugni.
La striscia positiva porta Thiago Silva ad avvicinarsi alla vetta della categoria dei pesi mediomassimi, e finalmente nel 2009 poté affrontare Lyoto Machida, al tempo stella imbattuta dell'UFC e futuro campione: Silva questa volta non riesce ad avere la meglio e viene messo KO ad un secondo dal termine del primo round.
Nell'agosto dello stesso anno Silva avrebbe dovuto affrontare l'ex campione Forrest Griffin, ma quest'ultimo venne opposto ad Anderson Silva nel primo incontro di quest'ultimo nella categoria dei pesi mediomassimi UFC, e quindi Silva combatté contro Keith Jardine, lottatore comunque nel giro dei primi 10 della categoria: Silva rispose bene alla boxe di Jardine e lo mise KO in poco più di un minuto.
Nel 2010 arrivò la sfida contro l'allora ex campione Rashad Evans, sfida che fu inserita come incontro principale dell'evento UFC 108: Evans vs. Silva anche a causa di diversi incontri per titoli che sono saltati.
Nell'incontro in questione i giudici di gara danno ragione al maggior controllo a terra dell'incontro di Evans, che surclassa Silva nella lotta libera, rispetto ai punti ottenuti da Silva con i suoi pugni che nell'ultimo round hanno messo a terra Evans in almeno due occasioni: Evans vince così l'incontro per decisione unanime (29-28, 29-28, 29-28) e Silva subisce la sua seconda sconfitta in carriera, ancora una volta per mano di un ex campione di categoria.
Per tutto il resto dell'anno Silva non combatte a causa di un dolore alla schiena, saltando un incontro con Tim Boetsch programmato per l'evento UFC 117: Silva vs. Sonnen.
Nel 2011 Silva affronta Brandon Vera nell'evento UFC 125: Resolution, vincendo l'incontro ai punti e convincendo, grazie ad un ottimo ground and pound e ad un colpo con il palmo della mano che ruppe il naso all'avversario.
Dopo quell'incontro Silva tornò in auge come un top fighter di categoria e già era in programma una sfida contro l'ex campione Quinton Jackson per l'evento UFC 130; invece arrivò il fermo da parte della commissione atletica del Nevada che accusò Silva di aver sostituito il campione di urina utile al test antidoping con una provetta di urina non umana: il risultato dell'incontro con Vera venne cambiato in un No Contest e Silva venne sospeso per un anno.
Il ritorno di Silva nell'UFC avvenne nell'aprile 2012 con l'evento UFC on Fuel TV: Gustafsson vs. Silva in Svezia, nel quale sostituì l'infortunato connazionale Antônio Rogério Nogueira nel match contro il lottatore di casa Alexander Gustafsson: Silva venne sconfitto ai punti per decisione unanime.
Verso la fine dell'anno si rifà con la vittoria per sottomissione sul bulgaro Stanislav Nedkov, ottenendo il premio come migliore sottomissione della serata, ma dieci giorni dopo la gara venne reso noto che il brasiliano era positivo alla marijuana: di conseguenza Silva venne sospeso per sei mesi e il risultato dell'incontro venne cambiato in "No Contest".
Torna a combattere nel giugno 2013 con un'importante vittoria per KO sull'ex campione Strikeforce Rafael Cavalcante che gli vale i premi Fight of the Night e Knockout of the Night.
In ottobre combatte ancora una volta in Brasile dove domina l'ex top fighter Matt Hamill ma è recidivo nel non rispettare il regolamento dell'organizzazione, in questo caso per aver superato il limite di peso consentito.
Nel gennaio del 2014 avrebbe dovuto affrontare l'ex Strikeforce Ovince St. Preux, ma proprio Silva diede forfait e l'incontro venne posticipato a marzo.
Nel febbraio di quell'anno Thiago Silva venne arrestato dalla polizia della Florida con l'accusa di aver fatto irruzione armato di pistola nell'accademia di BJJ del campione ADCC Pablo Popovitch: dopo la sostituzione delle urine, la positività alla marijuana e il superamento del limite di peso in alcuni incontri precedenti questa fu la goccia che fece traboccare il vaso e l'UFC decise di licenziare immediatamente il brasiliano.
Silva concluse così la propria avventura nella massima promozione statunitense, nella quale dal 2007 al 2014 mise a segno 7 vittorie, 3 sconfitte e 2 "No Contest" e venne rilasciato quando ancora era classificato tra i primi 15 pesi mediomassimi dell'organizzazione.
Nonostante ciò in settembre le accuse caddero e l'UFC prese la decisione di reintegrarlo nel roster, salvo poi ripensarci e così decise nuovamente di licenziare l'atleta brasiliano.

### World Series of Fighting
Nel 2015 Silva firma un contratto per più incontri con l'importante promozione statunitense WSOF, la quale lo impegnò subito in un torneo ad eliminazione valido per il titolo dei pesi mediomassimi.

## Risultati nelle arti marziali miste
| Risultato  | Record   | Avversario               | Metodo                                  | Evento                               | Data              | Round | Tempo | Città                    | Note                                                         |
| ---------- | -------- | ------------------------ | --------------------------------------- | ------------------------------------ | ----------------- | ----- | ----- | ------------------------ | ------------------------------------------------------------ |
| Sconfitta  | 21–9 (2) | Martin Zawada            | Decisione (unanime)                     | KSW 49 Materla vs. Askham 2          | 18 maggio 2019    | 3     | 5:00  | Danzica, Polonia         |                                                              |
| Sconfitta  | 21–8 (2) | Ivan Shtyrkov            | Sottomissione (armbar)                  | Russian Cagefighting Championship 5  | 15 dicembre 2018  | 1     | 2:20  | Ekaterinburg, Russia     |                                                              |
| Vittoria   | 21–7 (2) | James McSweeney          | Decisione (unanime)                     | KSW 45: The Return to Wembley        | 6 ottobre 2018    | 3     | 5:00  | Wembley, Regno Unito     |                                                              |
| Sconfitta  | 20–7 (2) | Mikhail Kolobegov        | Decisione (non unanime)                 | ACB 82: Silva vs. Kolobegov          | 9 marzo 2018      | 3     | 5:00  | San Paolo, Brasile       |                                                              |
| Vittoria   | 20–6 (2) | Daniel Toledo            | KO Tecnico (pugni)                      | ACB 74: Aguev vs. Townsend           | 18 novembre 2017  | 2     | 4:29  | Vienna, Austria          |                                                              |
| Sconfitta  | 19–6 (2) | Batraz Agnaev            | KO Tecnico (pugni)                      | ACB 65: Silva vs. Agnaev             | 22 luglio 2017    | 2     | 3:34  | Sheffield, Inghilterra   | Perde il titolo ACB Light Heavyweight Championship.          |
| Vittoria   | 19–5 (2) | Jared Torgeson           | Decisione (unanime)                     | ACB 51: Silva vs. Torgeson           | 13 gennaio 2017   | 5     | 5:00  | Irvine, Stati Uniti      | Vince il titolo vacante ACB Light Heavyweight Championship.  |
| Vittoria   | 18–5 (2) | Rameau Thierry Sokoudjou | KO Tecnico (pugni)                      | F2N: Fight2Night                     | 4 novembre 2016   | 3     | 2:37  | Rio de Janeiro, Brasile  |                                                              |
| Vittoria   | 17–5 (2) | Stav Economou            | Decisione (unanime)                     | WFCA 17: Grand Prix Akhmat           | 9 aprile 2016     | 3     | 5:00  | Groznyj, Russia          |                                                              |
| Sconfitta  | 16–5 (2) | Marcus Sursa             | KO Tecnico (pugni)                      | Gladiator MMA                        | 21 novembre 2015  | 2     | 2:00  | St. Charles, Stati Uniti |                                                              |
| Sconfitta  | 16-4 (2) | Teddy Holder             | KO Tecnico (pugni)                      | WSOF 19: Gaethje vs. Palomino        | 28 marzo 2015     | 1     | 2:00  | Phoenix, Stati Uniti     | Torneo per il titolo dei Pesi Mediomassimi WSOF, Semifinale. |
| Vittoria   | 16-3 (2) | Matt Hamill              | Decisione (unanime)                     | UFC Fight Night: Maia vs. Shields    | 9 ottobre 2013    | 3     | 5:00  | Barueri, Brasile         |                                                              |
| Vittoria   | 15-3 (2) | Rafael Cavalcante        | KO (pugni)                              | UFC on Fuel TV: Nogueira vs. Werdum  | 8 giugno 2013     | 1     | 4:29  | Fortaleza, Brasile       |                                                              |
| No Contest | 14-3 (2) | Stanislav Nedkov         | No Contest (marijuana)                  | UFC on Fuel TV: Franklin vs. Le      | 10 novembre 2012  | 3     | 1:45  | Cotai, Macao             |                                                              |
| Sconfitta  | 14-3 (1) | Alexander Gustafsson     | Decisione (unanime)                     | UFC on Fuel TV: Gustafsson vs. Silva | 14 aprile 2012    | 3     | 5:00  | Stoccolma, Svezia        |                                                              |
| No Contest | 14–2 (1) | Brandon Vera             | No Contest (falsificazione delle urine) | UFC 125: Resolution                  | 1º gennaio 2011   | 3     | 5:00  | Las Vegas, Stati Uniti   |                                                              |
| Sconfitta  | 14–2     | Rashad Evans             | Decisione (unanime)                     | UFC 108: Evans vs. Silva             | 2 gennaio 2010    | 3     | 5:00  | Las Vegas, Stati Uniti   |                                                              |
| Vittoria   | 14–1     | Keith Jardine            | KO (pugni)                              | UFC 102: Couture vs. Nogueira        | 29 agosto 2009    | 1     | 1:35  | Portland, Stati Uniti    |                                                              |
| Sconfitta  | 13–1     | Lyoto Machida            | KO (pugno)                              | UFC 94: St-Pierre vs. Penn 2         | 31 gennaio 2009   | 1     | 4:59  | Las Vegas, Stati Uniti   |                                                              |
| Vittoria   | 13–0     | Antonio Mendes           | KO Tecnico (Sottomissione ai pugni)     | UFC 84: Ill Will                     | 24 maggio 2008    | 1     | 2:24  | Las Vegas, Stati Uniti   |                                                              |
| Vittoria   | 12–0     | Houston Alexander        | KO Tecnico (pugni)                      | UFC 78: Validation                   | 17 novembre 2007  | 1     | 3:25  | Newark, Stati Uniti      |                                                              |
| Vittoria   | 11–0     | Tomasz Drwal             | KO Tecnico (pugni)                      | UFC 75: Champion vs. Champion        | 8 settembre 2007  | 2     | 4:23  | Londra, Regno Unito      |                                                              |
| Vittoria   | 10–0     | James Irvin              | KO Tecnico (infortunio al ginocchio)    | UFC 71: Liddell vs. Jackson          | 26 maggio 2007    | 1     | 1:06  | Las Vegas, Stati Uniti   | Debutto in UFC.                                              |
| Vittoria   | 9–0      | Tatsuya Mizuno           | KO (soccer kick)                        | Pancrase: Rising 2                   | 28 febbraio 2007  | 1     | 4:29  | Tokyo, Giappone          |                                                              |
| Vittoria   | 8–0      | Vitor Vianna             | KO Tecnico (infortunio al braccio)      | Fury FC 2: Final Combat              | 30 novembre 2006  | 1     | 1:50  | San Paolo, Brasile       | Vince il Fury FC 2 Grand Prix.                               |
| Vittoria   | 7–0      | Claudio Godoi            | KO Tecnico (pugni)                      | Fury FC 2: Final Combat              | 30 novembre 2006  | 1     | 2:06  | San Paolo, Brasile       | Fury FC 2 Grand Prix, Semifinale.                            |
| Vittoria   | 6–0      | Dino Pezao               | KO Tecnico (pugni)                      | Show Fight 5                         | 9 novembre 2006   | 1     | 4:34  | San Paolo, Brasile       |                                                              |
| Vittoria   | 5–0      | Dave Dalgliesh           | Sottomissione (heel hook)               | Fury Fighting Championship 1         | 27 settembre 2006 | 1     | 1:05  | San Paolo, Brasile       |                                                              |
| Vittoria   | 4–0      | Claudio Godoi            | Decisione (unanime)                     | Show Fight 4                         | 6 aprile 2006     | 3     | 5:00  | San Paolo, Brasile       |                                                              |
| Vittoria   | 3–0      | Rodrigo Gripp de Sousa   | KO Tecnico (stop medico)                | Shooto: Brazil 9                     | 3 dicembre 2005   | 2     | 1:14  | San Paolo, Brasile       |                                                              |
| Vittoria   | 2–0      | Flavio Polones           | KO                                      | Arena Combat Cup 2                   | 5 novembre 2005   | 1     | -     | San Paolo, Brasile       |                                                              |
| Vittoria   | 1–0      | Rubens Xavier            | KO Tecnico (calcio alla testa e colpi)  | Predador FC 1                        | 10 settembre 2005 | 2     | 4:17  | San Paolo, Brasile       |                                                              |